# Gurmail Singh
Davinder Singh (Khusropur, 10 december 1959) is een hockeyer uit India. Zijn geboorteplaats Khusropur ligt in het district Kapurthala in de Indiase deelstaat Punjab. 
Singh won met de Indiase ploeg de gouden medaille tijdens de Olympische Spelen 1980 in Moskou. Tijdens het wereldkampioenschap in eigen land eindigde Singh met zijn ploeggenoten als vijfde. Tijdens de Aziatische Spelen later dat jaar in New Delhi verloor India de finale van aartsrivaal Pakistan.

## Erelijst
- 1980 –  Olympische Spelen in Moskou
- 1982 - 5e Wereldkampioenschap in Bombay
- 1982 -  Champions Trophy in Amstelveen
- 1982 -  Aziatische Spelen in New Delhi